# 昆明阳宗海风景名胜区
昆明阳宗海风景名胜区，简称阳宗海名胜区，是中国云南省昆明市的一个县级管理区，辖区总面积546平方千米，人口12.50万人。

## 历史
2008年阳宗海砷污染事件后，云南省人民政府决定加强对阳宗海水体的保护和治理，为统筹治理、保护与开发，2009年10月9日，云南省人民政府办公厅印发《昆明阳宗海风景名胜区管理委员会设立方案（暂行）》，设立昆明阳宗海风景名胜区管理委员会（正处级），管辖范围为呈贡县七甸乡、宜良县汤池镇、澄江县阳宗镇3个乡（镇）38个村委会。2009年12月26日，完成云南省阳宗海管理处的移交；2010年5月7日，完成宜良县阳宗海旅游度假区管理委员会的移交；2010年7月1日起，正式托管3个镇（街道）的经济社会事务；2010年11月24日，昆明阳宗海风景名胜区管理委员会挂牌成立。

## 行政区划
昆明阳宗海风景名胜区托管七甸街道、汤池街道、阳宗镇3个镇（街道）、39个村（社区）、178个村民小组、181个自然村。